# إسبانيول موسم 2016–17
موسم 2016–17 هو الموسم الخامس عشر بعد المئة في تاريخ نادي إسبانيول والموسم السادس والسبعين له في الدرجة الأولى من الدوري الإسباني.

## المنافسات

### الدوري الإسباني

#### الترتيب
| م  | الفريق        | لعب | ف  | ت  | خ  | أ.له | أ.ع | أ.ف | نقاط | التأهل أو الهبوط                                    |
| -- | ------------- | --- | -- | -- | -- | ---- | --- | --- | ---- | --------------------------------------------------- |
| 6  | ريال سوسيداد  | 38  | 19 | 7  | 12 | 59   | 53  | +6  | 64   | التأهل إلى مرحلة مجموعات الدوري الأوروبي            |
| 7  | أتلتيك بيلباو | 38  | 19 | 6  | 13 | 53   | 43  | +10 | 63   | التأهل إلى الدور التأهيلي الثالث من الدوري الأوروبي |
| 8  | إسبانيول      | 38  | 15 | 11 | 12 | 49   | 50  | −1  | 56   |                                                     |
| 9  | ألافيس        | 38  | 14 | 13 | 11 | 41   | 43  | −2  | 55   |                                                     |
| 10 | إيبار         | 38  | 15 | 9  | 14 | 56   | 51  | +5  | 54   |                                                     |

1. ↑  تأهل ريال سوسيداد مباشرة إلى مرحلة المجموعات في الدوري الأوروبي 2017–18 بسبب فوز برشلونة بكأس ملك إسبانيا 2017 والمتأهل سلفا إلى دوري أبطال أوروبا 2017–18، صاحب المركز السابع سيتأهل إلى الدور التأهيلي الثالث في الدوري الأوروبي

### كأس ملك إسبانيا

#### دور الـ32
| 29 نوفمبر 2016 الذهاب | ألكوركون   | 1–1   | إسبانيول | ألكوركون                                                     |
| 21:00                 | ألفارو 51' | تقرير | رييس 84' | الملعب: سانتو دومينغو الحضور: 1،687 الحكم: خيسوس خيل مانزانو |

| 22 ديسمبر 2016 الإياب | إسبانيول  | 1–1 (2–2 إجم.) | ألكوركون   | كورنيلا دي يوبريغات                   |
| 21:00                 | بيريز 83' | تقرير          | ألفارو 20' | الملعب: كورنيلا-إل برات الحضور: 9،143 |